# عروستي (فلم)
عروستي هو فيلم مصري من إنتاج 2021 و بطولة جميلة عوض و إخراج محمد بكير.

## وصلات خارجية
- مقالات تستعمل روابط فنية بلا صلة مع ويكي بيانات